# Olha Bežko
Olha Bežko (ukrajinsky: Ольга Бежко; * 14. ledna 1987) je bývalá ukrajinská reprezentantka ve sportovním lezení, juniorská mistryně světa v lezení na rychlost.

## Závodní výsledky
| Mistrovství Evropy | Mistrovství Evropy |
| Rok                | 2007               |
| ------------------ | ------------------ |
| Bouldering         | 3                  |

| Mistrovství Ukrajiny | Mistrovství Ukrajiny | Mistrovství Ukrajiny |
| Rok                  | 2004                 | 2005                 |
| -------------------- | -------------------- | -------------------- |
| Obtížnost            | 3                    | 2                    |
| Rychlost             | 3                    | 3                    |

| Mistrovství světa juniorů | Mistrovství světa juniorů | Mistrovství světa juniorů |
| Rok                       | 2005 juniorky             | 2006 juniorky             |
| ------------------------- | ------------------------- | ------------------------- |
| Obtížnost                 | 5                         | 8                         |
| Rychlost                  | 1                         | 1                         |